# 전송 방식
전송 방식은 근거리 통신망에서 데이터를 전송하는 방식에 따라 베이스밴드 방식과 브로드밴드 방식으로 나눈다. 베이스밴드 방식은 하나의 물리적 전송 매체에 하나의 채널만 형성하여, 데이터를 전송하는 방식이다. 다시 말해 데이터신호를 변조없이 직접 전송하는 방식으로 단일 선로에 한 가지 서비스만을 할 수 가 있다.

## 같이 보기
- 전송 매체
- 비동기 전송 방식
- 근거리 통신망